# Guinea Equatoriale ai Giochi della XXIX Olimpiade
La Guinea Equatoriale ha partecipato ai Giochi della XXIX Olimpiade di Pechino, svoltisi dall'8 al 24 agosto 2008, con una delegazione di 3 atleti.

## Atletica leggera
| Gara            | Atleta            | Batterie | Batterie | Quarti  | Quarti | Semifinali | Semifinali | Finale | Finale |
| Gara            | Atleta            | Tempo    | Pos.     | Tempo   | Pos.   | Tempo      | Pos.       | Tempo  | Pos.   |
| --------------- | ----------------- | -------- | -------- | ------- | ------ | ---------- | ---------- | ------ | ------ |
| 100 m maschili  | Reginaldo Ndong   | 11"61    | 8        |         |        |            |            |        |        |
| 800 m femminili | Emilia Mikue Ondo |          |          | 2'20"69 | 6      |            |            |        |        |

## Judo
| Gara  | Atleta          | Preliminari | Tabellone principale                    | Tabellone principale | Tabellone principale | Tabellone principale | Tabellone principale | Ripescaggi | Ripescaggi | Ripescaggi | Ripescaggi |
| Gara  | Atleta          | Preliminari | Sedicesimi                              | Ottavi               | Quarti               | Semifinali           | Finale               | 1º turno   | Quarti     | Semifinali | Finale     |
| ----- | --------------- | ----------- | --------------------------------------- | -------------------- | -------------------- | -------------------- | -------------------- | ---------- | ---------- | ---------- | ---------- |
| 81 kg | José Mba Nchama |             | Srđan Mrvaljević (Montenegro) 0000-1011 |                      |                      |                      |                      |            |            |            |            |